# Dr.-Fritz-Linnert-Weg
Der Dr.-Fritz-Linnert-Weg (FAV 005) ist ein Wanderweg von Nürnberg nach Dinkelsbühl in Mittelfranken. Er ist 139 km lang und führt durch das Spalter Hügelland, das Fränkische Seenland, die Hesselberg-Region und die Frankenhöhe. Der Weg ist nach Fritz Linnert, dem ehemaligen Haupt- und Ehrenvorsitzender des Fränkischen Albvereins, benannt. 
Markiert wird der Verlauf mit dem Wegzeichen „blauer Balken auf weißem Grund“.
Der Wanderweg startet in Nürnberg und führt zunächst in südöstlicher Richtung zum Glasersberg (390 m). Weiter geht es in südwestlicher Richtung über den Main-Donau-Kanal nach Schwabach, durchs Aurach-Tal bei Neumühle und weiter nach Wassermungenau an der Fränkischen Rezat. Dem Rezattal folgend führt der Weg über Wernfels nach Spalt. Weiter geht es ins Fränkische Seenland über Igelsbach nach Gunzenhausen am Altmühlsee. Von Spielberg geht über den Hahnenkamm nach Hohentrüdingen und dann in nordwestlicher Richtung weiter in die Hesselberg-Region nach Wassertrüdingen an der Wörnitz. Über den Hesselberg (689 m) geht es zum Zielort Dinkelsbühl.

## Streckenverlauf
- Nürnberg (Bahnhof)
- Glasersberg (390 m)
- Schwabach (Goldschlägerstadt, Bahnhof)
- Neumühle (Aurach)
- Dürrenmungenau (Schloss Dürrenmungenau)
- Wassermungenau (Rezat)
- Wernfels (Burg Wernfels, Spalter Hügelland)
- Spalt (Museum HopfenBierGut, Schnittlinger Loch)
- Igelsbach (Fränkisches Seenland)
- Gunzenhausen (Altmühlsee, Bahnhof)
- Gelben Berg (628 m, Hahnenkamm)
- Spielberg (Schloss Spielberg)
- Hohentrüdingen
- Wassertrüdingen (Wörnitz)
- Hesselberg (689 m)
- Wittelshofen (Mündung von Sulzach und Wörnitz)
- Dinkelsbühl (Frankenhöhe, Romantische Straße)